# 欠け眼生き
欠け眼生き（かけめいき）は、囲碁用語の一つ。

## 例
囲碁はルール上、ダメを詰めていくといずれアタリになる眼を「欠け眼」と呼ぶ。囲碁の死活では、欠け眼ではない（ダメを詰めてもアタリにならない）眼が2つあれば生きとなる。
|  |  |  |  |  |  |  |  |  |
|  |  |  |  |  |  |  |  |  |
|  |  |  |  |  |  |  |  |  |
|  |  |  |  |  |  |  |  |  |
|  |  |  |  |  |  |  |  |  |
|  |  |  |  |  |  |  |  |  |
|  |  |  |  |  |  |  |  |  |
|  |  |  |  |  |  |  |  |  |
|  |  |  |  |  |  |  |  |  |

上の局面は、白の生きている石を黒が囲い、その周りをさらに白が囲んでいるという状態。黒が持っている2つの眼a、bはどちらも欠け眼に見えるが、黒の石はぐるりと一周しているため、白は黒石をアタリにすることはできない。
このように、2つの眼が欠け眼でも、一周してつながっていることによって生きるのを欠け眼生きという。

## 実戦での出現
欠け眼生きは、敵の生きた石を包囲した石が、さらにぐるりと周囲を包囲された、極めて特殊な形の時のみ生ずる。このため、実戦での出現例は極めて少ない。21世紀に入ってからは、以下の例が知られている。
- 2016年8月20日 韓国囲碁リーグ　崔哲瀚（黒）－金志錫（白）　白の石が欠け眼生き
- 2019年9月23日 竜星戦トーナメント決勝　上野愛咲美（黒）－一力遼（白）　白の石が欠け眼生き